# 大鳞白鱼
大鳞白鱼（学名：Anabarilius macrolepis）为輻鰭魚綱鯉形目鯝科白鱼属的鱼类，俗名梆鱼、白条鱼，是中国的特有物种。分布于石屏异龙湖等，體長可達14.8公分，多生活于湖的开敞水面以及活动于水的。该物种的模式产地在云南异龙湖。體長可達14.8公分。該物種在1983-84年沒有再被觀測到，並於2011年被宣布滅絕。

## 扩展阅读
維基物種上的相關：大鳞白鱼